# Algarve-Cup 2018
Der Algarve-Cup 2018 war die 25. Ausspielung dieser bedeutenden Turnierreihe für Frauen-Fußballnationalmannschaften und fand vom 28. Februar bis 7. März 2018 wie in den Jahren zuvor an verschiedenen Spielorten der Algarve, der südlichsten Region Portugals, statt. Wie in den beiden Vorjahren nahmen Rekordsieger USA und Olympiasieger Deutschland ebenso wie England und Frankreich erneut nicht teil, weil sie zur gleichen Zeit bei der dritten Austragung des SheBelieves Cups aufeinander trafen. Die in der FIFA-Weltrangliste bestplatzierten Teilnehmer waren Australien (4.), Kanada (5.), Europameister Niederlande (7.), Japan (9.) und Schweden (10.). Vorjahressieger Spanien nahm gleichzeitig am Zypern-Cup teil und gewann diesen. Für die asiatischen Teilnehmer diente das Turnier auch zur Vorbereitung auf die Asienmeisterschaft im April, wobei hierbei die Mannschaft aus Südkorea erstmals teilnahm.

## Regularien
An dem Turnier nahmen zwölf Nationalmannschaften teil. Da die FIFA die Spiele als Freundschaftsspiele einstufte, durfte jede Mannschaft pro Spiel sechs Spielerinnen auswechseln, was bei maximal vier Spielunterbrechungen, davon maximal drei in der zweiten Halbzeit, erfolgen konnte.
Für die Rangfolge in den Gruppen bei Punktgleichheit galt zunächst der direkte Vergleich, dann die bessere Tordifferenz aus allen Gruppenspielen, danach die höhere Anzahl geschossener Tore in allen Gruppenspielen, die Fairplay-Wertung und als abschließendes Kriterium die Platzierung in der FIFA-Weltrangliste. Lediglich in Gruppe 1 musste die höhere Anzahl geschossener Tore in allen Gruppenspielen über die Platzierung auf den ersten beiden Plätzen entscheiden, wobei Australien erst durch das Tor zum 2:0 in der Nachspielzeit gegen China noch an Portugal vorbeiziehen jonnte.
Bei Punktgleichheit zweier gleichplatzierter Mannschaften in verschiedenen Gruppen galt für die Zuordnung zu den Platzierungsspielen zunächst die bessere Tordifferenz aus allen Gruppenspielen, danach die höhere Anzahl geschossener Tore in allen Gruppenspielen, die Fairplay-Wertung und als abschließendes Kriterium die Platzierung in der FIFA-Weltrangliste. Die bessere Tordifferenz (+5) war dann entscheidend, dass die Niederlande und Schweden das dann nicht mehr ausgetragene Finale erreichten, während Australien als Gruppensieger der ersten Gruppe mit einer Tordifferenz von +3 um den dritten Platz spielte. Bei allen anderen Mannschaften erfolgte die Zuordnung zu den Platzierungsspielen aufgrund der Platzierung und Punktzahl in den Gruppenspielen.

## Teilnehmer
| Land                | Rang 1 | Anmerkung            |
| ------------------- | ------ | -------------------- |
| Australien          | 4      |                      |
| Volksrepublik China | 16     |                      |
| Dänemark            | 12     | ständiger Teilnehmer |
| Island              | 20     |                      |
| Japan               | 9      |                      |
| Kanada              | 5      |                      |
| Niederlande         | 7      |                      |
| Norwegen            | 14     |                      |
| Portugal            | 38     | ständiger Teilnehmer |
| Russland            | 25     |                      |
| Schweden            | 10     |                      |
| Südkorea            | 14     | Erste Teilnahme      |

## Das Turnier
Alle Zeiten entsprechen der Westeuropäischen Zeit (MEZ-1 Stunde).

### Gruppenphase

#### Gruppe 1
| Pl. | Land                | Sp. | S | U | N | Tore    | Diff. | Punkte |
| --- | ------------------- | --- | - | - | - | ------- | ----- | ------ |
| 1.  | Australien          | 3   | 2 | 1 | 0 | 006:300 | +3    | 07     |
| 2.  | Portugal            | 3   | 2 | 1 | 0 | 004:100 | +3    | 07     |
| 3.  | Norwegen            | 3   | 1 | 0 | 2 | 005:600 | −1    | 03     |
| 4.  | Volksrepublik China | 3   | 0 | 0 | 3 | 001:600 | −5    | 0      |

|                                                    |   |            |           |
| 28. Februar um 15:00 Uhr in Lagos                  |   |            |           |
| Portugal                                           | – | China      | 2:1 (0:0) |
| 28. Februar um 18:30 Uhr in Albufeira              |   |            |           |
| Australien                                         | – | Norwegen   | 4:3 (3:1) |
| 2. März um 15:00 Uhr in Faro-Loulé                 |   |            |           |
| Portugal                                           | – | Australien | 0:0       |
| 2. März um 15:00 Uhr in Vila Real de Santo António |   |            |           |
| China                                              | – | Norwegen   | 0:2 (0:1) |
| 5. März um 19:00 Uhr in Faro-Loulé                 |   |            |           |
| Portugal                                           | – | Norwegen   | 2:0 (1:0) |
| 5. März um 19:00 Uhr in Albufeira                  |   |            |           |
| Australien                                         | – | China      | 2:0 (1:0) |

#### Gruppe 2
| Pl. | Land     | Sp. | S | U | N | Tore    | Diff. | Punkte |
| --- | -------- | --- | - | - | - | ------- | ----- | ------ |
| 1.  | Schweden | 3   | 2 | 1 | 0 | 007:200 | +5    | 07     |
| 2.  | Kanada   | 3   | 2 | 0 | 1 | 005:300 | +2    | 06     |
| 3.  | Südkorea | 3   | 1 | 1 | 1 | 004:500 | −1    | 04     |
| 4.  | Russland | 3   | 0 | 0 | 3 | 001:700 | −6    | 0      |

|                                       |   |          |           |
| 28. Februar um 15:00 Uhr in Albufeira |   |          |           |
| Südkorea                              | – | Russland | 3:1 (1:1) |
| 28. Februar um 19:00 Uhr in Parchal   |   |          |           |
| Kanada                                | – | Schweden | 1:3 (0:1) |
| 2. März um 19:00 Uhr in Faro-Loulé    |   |          |           |
| Russland                              | – | Kanada   | 0:1 (0:1) |
| 2. März um 19:00 Uhr in Parchal       |   |          |           |
| Schweden                              | – | Südkorea | 1:1 (1:1) |
| 5. März um 15:00 Uhr in Lagos         |   |          |           |
| Schweden                              | – | Russland | 3:0 (1:0) |
| 5. März um 15:00 Uhr in Albufeira     |   |          |           |
| Südkorea                              | – | Kanada   | 0:3 (0:1) |

#### Gruppe 3
| Pl. | Land        | Sp. | S | U | N | Tore    | Diff. | Punkte |
| --- | ----------- | --- | - | - | - | ------- | ----- | ------ |
| 1.  | Niederlande | 3   | 2 | 1 | 0 | 009:400 | +5    | 07     |
| 2.  | Japan       | 3   | 2 | 0 | 1 | 006:700 | −1    | 06     |
| 3.  | Island      | 3   | 0 | 2 | 1 | 001:200 | −1    | 02     |
| 4.  | Dänemark    | 3   | 0 | 1 | 2 | 002:500 | −3    | 01     |

|                                                    |   |             |           |
| 28. Februar um 15:40 Uhr in Parchal                |   |             |           |
| Japan                                              | – | Niederlande | 2:6 (1:5) |
| 28. Februar um 18:30 Uhr in Lagos                  |   |             |           |
| Dänemark                                           | – | Island      | 0:0       |
| 2. März um 15:25 Uhr in Parchal                    |   |             |           |
| Japan                                              | – | Island      | 2:1 (1:0) |
| 2. März um 18:30 Uhr in Vila Real de Santo António |   |             |           |
| Dänemark                                           | – | Niederlande | 2:3 (2:1) |
| 5. März um 15:40 Uhr in Faro-Loulé                 |   |             |           |
| Japan                                              | – | Dänemark    | 2:0 (0:0) |
| 5. März um 15:40 Uhr in Parchal                    |   |             |           |
| Island                                             | – | Niederlande | 0:0       |

### Platzierungsspiele
Die Orte der Platzierungsspiele wurden erst festgelegt, nachdem die Paarungen feststanden. Platzierungsspiele, die nach regulärer Spielzeit remis endeten, wurden durch ein Elfmeterschießen entschieden.
Spiel um Platz 11
|                                                    |   |          |           |
| 7. März um 14:00 Uhr in Vila Real de Santo António |   |          |           |
| China                                              | – | Russland | 2:1 (0:1) |

Spiel um Platz 9
|                                                    |   |          |           |
| 7. März um 18:30 Uhr in Vila Real de Santo António |   |          |           |
| Island                                             | – | Dänemark | 1:1 (0:0) |

Sieger: die Mannschaft aus Dänemark mit 5:4 im Elfmeterschießen.
Spiel um Platz 7
|                                   |   |          |         |
| 7. März um 18:30 Uhr in Albufeira |   |          |         |
| Südkorea                          | – | Norwegen | Abbruch |

Spiel um Platz 5
|                                 |   |       |           |
| 7. März um 14:55 Uhr in Parchal |   |       |           |
| Kanada                          | – | Japan | 2:0 (1:0) |

Spiel um Platz 3
|                                   |   |          |           |
| 7. März um 15:00 Uhr in Albufeira |   |          |           |
| Australien                        | – | Portugal | 1:2 (1:1) |

### Finale
| Niederlande | Niederlande           | Schweden              | Schweden |
| ----------- | --------------------- | --------------------- | -------- |
| Niederlande | \| storniert[3][4] \| | \| storniert[3][4] \| | Schweden |
| storniert   |                       |                       |          |

## Schiedsrichterinnen
- Laura Fortunato
- Lidya Tafesse Abebe
- Casey Reibelt
- Maria Carvajal
- Marianela Araya
- Monika Mularczyk
- Sandra Braz
- Salima Mukansanga
- Anastassija Pustowoitowa
- Oh Hyeon-jeong
- Jonesia Kabakama
- Ekaterina Koroleva

## Torschützinnen
| Rang | Spielerin           | Tore |
| ---- | ------------------- | ---- |
| 1    | Christine Sinclair  | 3    |
|      | Lieke Martens       | 3    |
|      | Fridolina Rolfö     | 3    |
| 4    | Sam Kerr            | 2    |
|      | Chloe Logarzo       | 2    |
|      | Hlín Eiríksdóttir 1 | 2    |
|      | Mana Iwabuchi       | 2    |
|      | Janine Beckie       | 2    |
|      | Lee Mi-na           | 2    |
|      | Elise Thorsnes      | 2    |
|      | Stina Blackstenius  | 2    |
| 12   | Caitlin Cooper      | 1    |
|      | Larissa Crummer     | 1    |
|      | Clare Polkinghorne  | 1    |
|      | Liu Shanshan        | 1    |
|      | Song Duan           | 1    |
|      | Xu Yanlu            | 1    |

| Rang | Spielerin                    | Tore |
| ---- | ---------------------------- | ---- |
| 12   | Pernille Harder              | 1    |
|      | Sanne Troelsgaard Nielsen    | 1    |
|      | Frederikke Thøgersen         | 1    |
|      | Yui Hasegawa                 | 1    |
|      | Emi Nakajima                 | 1    |
|      | Yuika Sugasawa               | 1    |
|      | Rumi Utsugi                  | 1    |
|      | Jessie Fleming               | 1    |
|      | Ashley Lawrence              | 1    |
|      | Lineth Beerensteyn           | 1    |
|      | Cheyenne van den Goorbergh 1 | 1    |
|      | Stefanie van der Gragt       | 1    |
|      | Shanice van de Sanden        | 1    |

| Rang | Spielerin              | Tore |
| ---- | ---------------------- | ---- |
| 12   | Siri Worm 1            | 1    |
|      | Ingrid Syrstad Engen 1 | 1    |
|      | Maren Mjelde           | 1    |
|      | Lisa-Marie Utland      | 1    |
|      | Carole                 | 1    |
|      | Nádia Gomes 1          | 1    |
|      | Carolina Mendes        | 1    |
|      | Vanessa Marques        | 1    |
|      | Cláudia Neto           | 1    |
|      | Diana Silva            | 1    |
|      | Han Chae-rin           | 1    |
|      | Jung Seol-bin          | 1    |
|      | Anna Belomytzewa 1     | 1    |
|      | Sofia Schischkina 1    | 1    |
|      | Filippa Angeldal 1     | 1    |
|      | Mimmi Larsson          | 1    |
| ET   | Simone Boye Sørensen   | 1    |

## Besonderheiten
- Erstmals wurde das Finale nicht ausgetragen und der erste Platz beiden Finalisten zugesprochen, da die Wetterbedingungen das Spiel verhinderten.
- Die Niederländerinnen erreichten bei ihrer fünften Teilnahme zum ersten Mal das Finale.
- Die Australierin Clare Polkinghorne kam während des Turniers zu ihrem 100. Länderspiel. Für die Südkoreanerin Ji So-yun kam ihr 100. Länderspiel nicht in ihre Statistik, da das Spiel um Platz 7 gegen Norwegen nach 45 Minuten abgebrochen und annulliert wurde.[5]
- Gastgeber Portugal erreichte mit dem dritten Platz die bisher beste Platzierung und besiegte auf dem Weg dorthin erstmals eine asiatische Mannschaft (China), Norwegen und Australien.
- Der 10. Platz ist die bisher schlechteste Platzierung für Dänemark.
- Japan wurde zum vierten Mal fairste Mannschaft, womit die Mannschaft mit Schweden gleichzog, das nur wegen des höheren Altersdurchschnitts der Spielerinnen Zweiter wurde.[6]
- Die Kanadierin Christine Sinclair ist nun die erste Spielerin, die sowohl beim Algarve-Cup als auch beim Zypern-Cup (2008 und 2009) beste Torschützin wurde.